# Дарсі (одиниця)
Дарсі (англ. Darcy unit) — одиниця коефіцієнта проникності, якщо витрата рідини становить 10−3 м³/с при динамічному коефіцієнті в'язкості рідини 10−3 Па·с, довжині зразка пористого середовища 1 м, площі фільтрації 1 м² і перепаді тиску 0,98·10−6 Па: 1Д = 1,02·10−12 м².
Названа на честь французького інженера-гідравліка Анрі Дарсі (1803 —1858)